# Classificações sociológicas dos movimentos religiosos

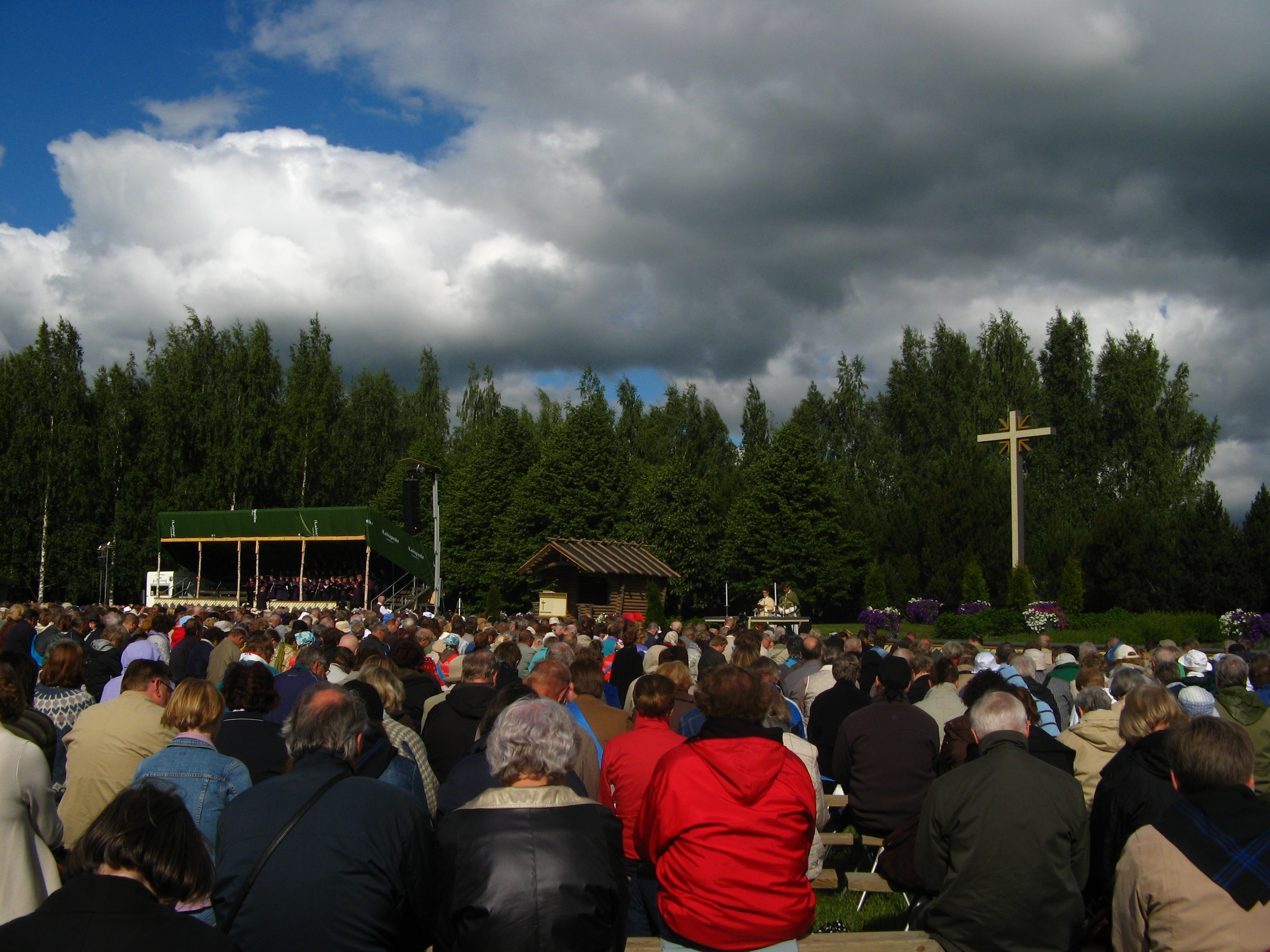
Herättäjäjuhlat, ou festival do Despertar, em Seinäjoki, Finlândia em 2009

Várias classificações sociológicas de movimentos religiosos foram propostas por estudiosos. Na sociologia da religião, a classificação mais utilizada é a tipologia igreja-seita. Essa tipologia é interpretada de forma diferente por diferentes sociólogos e várias características diferenciadoras foram propostas para caracterizar igrejas e seitas. Na maioria das contas, os seguintes recursos são considerados relevantes:
- A igreja é uma organização compulsória na qual as pessoas nascem, enquanto a seita é uma organização voluntária à qual as pessoas geralmente se convertem.
- A igreja é uma organização inclusiva à qual todos os tipos de pessoas podem pertencer, enquanto a seita é uma organização exclusiva de pessoas religiosamente qualificadas.
- A igreja é uma organização estabelecida que está bem integrada na sociedade em geral e normalmente inclinada a procurar uma aliança com o poder político, enquanto a seita é um grupo dissidente de uma religião maior: está frequentemente em tensão com os valores sociais actuais, rejeita qualquer compromisso com a ordem secular e tende a ser composto por pessoas desfavorecidas.
- A igreja apresenta estruturas burocráticas hierárquicas complexas, enquanto a seita é uma organização menor, democrática e relativamente informal.
- Os ministros de uma igreja são formalmente treinados, educados e ordenados, enquanto a seita rejeita distinções nítidas entre clero e leigos, e é frequentemente governada por líderes carismáticos.
- Na teologia e na liturgia, a igreja está inclinada ao dogmatismo, ao tradicionalismo e ao ritualismo, enquanto a seita promove experiências espirituais intensificadas para os seus membros e adopta uma abordagem mais inspiradora, informal e imprevisível à pregação e ao culto.[1]

A tipologia igreja-seita foi enriquecida com subtipos. A teoria do "contínuo" (continuum) igreja-seita afirma que igrejas, eclésias, denominações e seitas formam um contÌnuo com influência decrescente na sociedade. As seitas são grupos dissidentes das religiões mais tradicionais e tendem a estar em tensão com a respectiva sociedade. Os cultos e os novos movimentos religiosos estão fora deste contìnuo e, em contraste com os grupos acima mencionados, muitas vezes têm um ensinamento novo. Eles foram classificados de acordo com sua atitude perante a sociedade e o nível de envolvimento de seus adeptos.

## Tipologia da seita da igreja

Um Diagrama do continuum de tipologia igreja-seita, incluindo igreja, denominação, seita, culto, novo movimento religioso e seita institucionalizada

A tipologia igreja-seita tem suas origens nos trabalhos de Max Weber e Ernst Troeltsch e desde  década de 1930 até o final da década de 1960 inspirou numerosos estudos e modelos teóricos, especialmente na sociologia norte-americana.
Weber definiu a igreja como uma organização obrigatória, burocrática e inclusiva, cuja adesão é obtida principalmente no nascimento, por atribuição, e a seita como uma organização voluntária, democrática e exclusiva, cujos membros são selecionados através de admissão individual após o estabelecimento de qualificação. Ernest Troeltsch aceitou a definição de Weber, mas acrescentou a noção de um grau variável de acomodação com a moralidade social: a igreja é intrinsecamente conservadora, inclinada a procurar uma aliança com as classes altas e visando dominar todos os elementos da sociedade, enquanto a seita está em tensão com os valores sociais atuais e  rejeita qualquer compromisso com a ordem secular e tende a ser composta por pessoas pobres.
Estudos sociológicos e teológicos subsequentes elaboraram as tipologias de Weber e Troeltsch, incorporando-as a uma teoria do "contìnuo" ou "movimento" igreja-seita. H. Richard Niebuhr via os grupos religiosos como algo que se situava entre os pólos da seita e da igreja: as seitas são grupos de protesto que se separam da igreja em busca de experiências religiosas mais autênticas. As seitas são mais instáveis e à medida que crescem tendem a tornar-se semelhantes a igrejas, uma vez que se tornam instituições estabelecidas, marcadas pelo compromisso e pela acomodação, são, por sua vez, expostas a novos desafios cismáticos. A seita é o resultado das “revoltas religiosas dos pobres”, e a força motriz do movimento cíclico entre a seita e a igreja não é tanto a controvérsia doutrinária, mas a estratificação social e o conflito que ocorre ao longo de classes, raças, etnias e linhas seccionais .
Outros estudiosos melhoraram a tipologia com subtipos. Howard Becker criou um continuum de tipos que vão do culto à seita, à denominação e à eclésia, e John Milton Yinger delineou uma tipologia sêxtupla: a igreja universal (por exemplo, a Igreja Católica Romana ), a eclésia, com a qual ele quis dizer estabelecida igrejas nacionais (por exemplo, a Igreja da Inglaterra, a Igreja Ortodoxa Russa ), a denominação (por exemplo, Batistas, Presbiterianos ), a seita estabelecida (por exemplo, Adventistas do Sétimo Dia, Quakers ), a seita (por exemplo, muitos pentecostais, a Igreja Mundial Igreja de Deus ) e o culto (por exemplo, Meninos de Deus, Cientologia ). Benton Johnson simplificou a definição de seita e igreja e baseou-a numa única variável: o grau de aceitação do ambiente social. Uma igreja é um grupo religioso que aceita o ambiente social em que existe e uma seita é um grupo religioso que o rejeita.
A tipologia igreja-seita e a noção de um contìnuo igreja-seita ou movimento de seita para igreja sofreram forte ataque na sociologia da religião a partir da década de 1960. A teoria sofreu com a falta de acordo sobre as características distintivas, com a proliferação de novos tiposde grupos religiosos  e com evidências empíricas questionáveis sobre os seus pressupostos centrais. Muitas contribuições para o debate foram percebidas como sendo de natureza puramente classificatória e ausentes de conteúdo teórico significativo. Todavia, houve um acordo geral entre os estudiosos para abandonar completamente o uso da tipologia, embora o declínio do debate sobre a tipologia igreja-seita não tenha afetado o interesse persistente pelas contribuições de Weber sobre o tema e, mais amplamente, por sua sociologia da religião. Além disso, apesar das críticas, a distinção entre seita e igreja tornou-se parte do repertório teórico padrão dos sociólogos.

### Max Weber

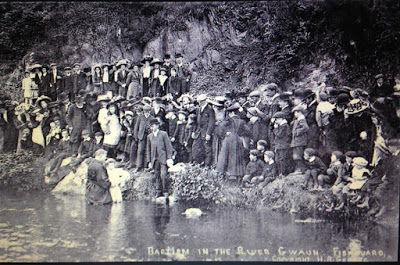
Uma cena do renascimento galês de 1904–1905. Dan Davies da Capela Hermon conduzindo um batismo no rio Gwaun em 1905

Tanto a igreja como a seita são organizações hierocráticas, pois impõem as suas ordens através da coerção psíquica, fornecendo ou negando bens religiosos, tais como benefícios espirituais (bênção mágica, sacramentos, graça, perdão, etc.) e benefícios materiais (benefícios eclesiásticos e outras doações). Ao contrário da seita, no entanto, a igreja é uma organização obrigatória cuja adesão é normalmente determinada pelo nascimento ou batismo infantil e não por associação voluntária, que reivindica "o monopólio do uso legítimo da coerção hierocrática". Por causa da sua reivindicação de dominação hierocrática universal, a igreja está inclinada a nivelar todas as distinções não-religiosas e a superar "laços familiares, de irmãos e tribais... barreiras étnicas e nacionais. Ninguém está, em princípio, excluído da igreja, nem mesmo os pecadores impenitentes, os céticos e os indiferentes. A igreja “deixa a graça brilhar tanto sobre os justos como sobre os injustos. . . A afiliação à igreja é, em princípio, obrigatória e, portanto, não prova nada no que diz respeito às qualidades de seus membros."
A igreja também é caracterizada por um sacerdócio profissional afastado do mundo, com salários, promoções, deveres profissionais e um modo de vida diferenciado. Os ministros são geralmente nomeados com base na sua educação religiosa formalmente certificada e operam numa estrutura administrativa hierárquica. As exigências da Igreja para com o clero podem ser mais ou menos exigentes, mas a sua plena satisfação – a santidade do ministro – não é condição para a eficácia dos sacramentos e para a realização dos rituais religiosos: a Igreja cumpre a sua missão ex opere operato e distingue claramente entre pessoa e ofício, isto é, entre o carisma do ministro individual, que pode ocasionalmente faltar, e a eficácia da função religiosa, que é perpétua e depende somente da vontade de Deus.
Embora a igreja seja uma associação obrigatória para a administração da graça divina, a seita para Weber é uma associação voluntária de pessoas religiosamente qualificadas É voluntário, pois se baseia na vontade de adotar os padrões de conduta ética exigidos para a adesão à seita:  a adesão não é atribuída no nascimento, mas resulta da livre aceitação da doutrina e disciplina da seita pelo seguidor, e da aceitação contínua do seguidor pela seita. A seita não expressa uma reivindicação de dominação hierocrática universal e, portanto, é exclusiva – como “aristocracia dos eleitos” – em vez de inclusiva como a igreja. Consiste em indivíduos cuja conduta e estilo de vida “proclamam a glória de Deus”, pessoas religiosamente qualificadas que acreditam ou esperam ser chamadas à salvação. Sendo uma associação livre de virtuosos religiosos, a seita impõe altas exigências aos seus membros e impõe-lhes a mais rigorosa disciplina.
"Uma “seita” no sentido sociológico da palavra é uma associação exclusiva de virtuosos religiosos ou de religiosos especialmente qualificados, recrutados através de admissão individual após estabelecimento de qualificação. Em contraste, uma “igreja”, como um estabelecimento universalista de salvação das massas, levanta a reivindicação, como o “estado”, de que todos, pelo menos cada filho de um membro, devem pertencer por nascimento."
Em contraste com o sacerdócio profissional da igreja, os membros da seita só podem exercer o poder hierocrático (religioso) em razão do carisma pessoal. A pregação leiga e o sacerdócio universal são a regra, bem como a "administração democrática direta" pela congregação, que é solidariamente responsável pela celebração dos sacramentos por um ministro digno em estado de graça. A posição ministerial não é um cargo apoiado por estruturas eclesiásticas de autoridade, mas uma nomeação ou eleição sujeita à vontade popular da congregação; o ministro é um servo da congregação e nenhuma separação burocrática entre pessoa e cargo, entre indivíduo e função é jamais admissível.
As igrejas católica, anglicana e ortodoxa são bons exemplos de organizações semelhantes a igrejas (conceito sociológico); fora do cristianismo, bons exemplos de igrejas assim definidas podem ser encontradas, segundo Weber, no islamismo, na forma lamaísta do budismo e, num sentido mais limitado, no mahdismo, no judaísmo e provavelmente na antiga hierocracia egípcia tardia. A gestão oficial do confucionismo se opôs às buscas budistas, taoístas e sectárias de salvação de todos os tipos. O calvinismo é melhor definido como uma igreja semelhante a uma seita; Batistas, Quakers e Metodistas são casos exemplaraes de seitas, assim como os Cientistas Cristãos, Adventistas . Entre esses dois pólos, são possíveis graus variados de aproximação com a igreja ou com a seita, segundo Weber. O hinduísmo, por exemplo, é uma religião estritamente de nascimento, à qual a pessoa pertence simplesmente por ter nascido de pais hindus, mas é exclusiva como seita porque, por certas ofensas religiosas, a pessoa pode ser excluída para sempre da comunidade.

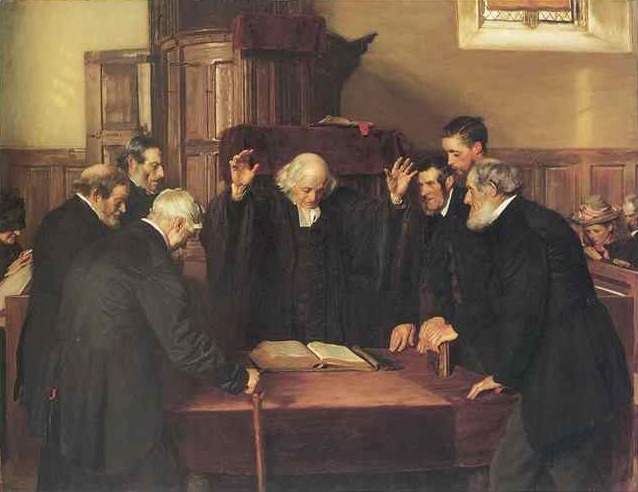
A Ordenação de Anciãos em uma Igreka Escocesa, por John Henry Lorimer, 1891. Galeria Nacional da Escócia

Na realidade, a distinção entre igreja e seita não é uma dicotomia, mas uma distinção de continuidade. . Igreja e seita não correspondem exatamente a nenhum fenómeno empírico, mas antes sugerem elementos comuns em graus variados à maioria dos fenômenos. São tipos ideais, isto é, dispositivos interpretaivos para destacar aspectos relevantes do mundo social, representações altamente simplificadas da realidade, "pontos de vista especiais e 'unilaterais'" segundo os quais o pesquisador seleciona o que é relevante para fins históricos e explicação sociológica. Como tipos ideais, a igreja e a seita não descrevem a realidade e dificilmente podem ser encontradas na sua forma pura, mas ajudam-nos a compreender porque é que as pessoas agem da maneira que agem, através do desenvolvimento de teorias sociais significativas.
Uma dessas teorias desenvolvidas por Weber é que o desenvolvimento do capitalismo e da democracia nos Estados Unidos foram afetados positivamente pela forma sectária de certos grupos religiosos, como os puritanos e os batistas . Segundo ele, a democracia americana "não constituía um monte de areia sem forma de indivíduos, mas sim um complexo movimentado de associações estritamente exclusivas, mas voluntárias". A democracia norte-americana não é feita de indivíduos isolados, mas sim de associações que, tal como as seitas, funcionam como mecanismos de controle que promovem elevados padrões morais e encorajam a responsabilidade individual.
Inicialmente, Weber acreditava que as seitas geralmente promovem o individualismo e a liberdade de consciência. Embora a reivindicação da Igreja de dominação hierocrática universal seja inerentemente hostil à liberdade de consciência e aos direitos individuais, a seita “dá origem a um direito pessoal inalienável dos governados em relação a qualquer poder, seja político, hierocrático ou patriarcal”. Em segundo lugar, segundo Weber, existe “uma afinidade eletiva entre a seita e a democracia política”  que decorre das características estruturais da seita – o tratamento dos funcionários clericais como servidores da congregação e a prática da democracia direta na sua administração. Finalmente, como associações voluntárias de pessoas qualificadas, as seitas mantêm a disciplina: selecionam, sondam e sancionam os seus membros e são suscetíveis de exercer a maior influência educativa sobre os indivíduos e, através deles, sobre a sociedade em geral. Weber sustenta que a filiação à seita funcionou nos Estados Unidos como "um certificado de qualificação moral e especialmente de moral empresarial:" :305As seitas seriam prova da reputação, honestidade e confiabilidade de alguém e, ao fazê-lo, tornaram-se uma fonte vital do "ethos empresarial capitalista burguês entre as amplas camadas da classe média (incluindo os agricultores)". :308 :133

### Ernesto Troeltsch

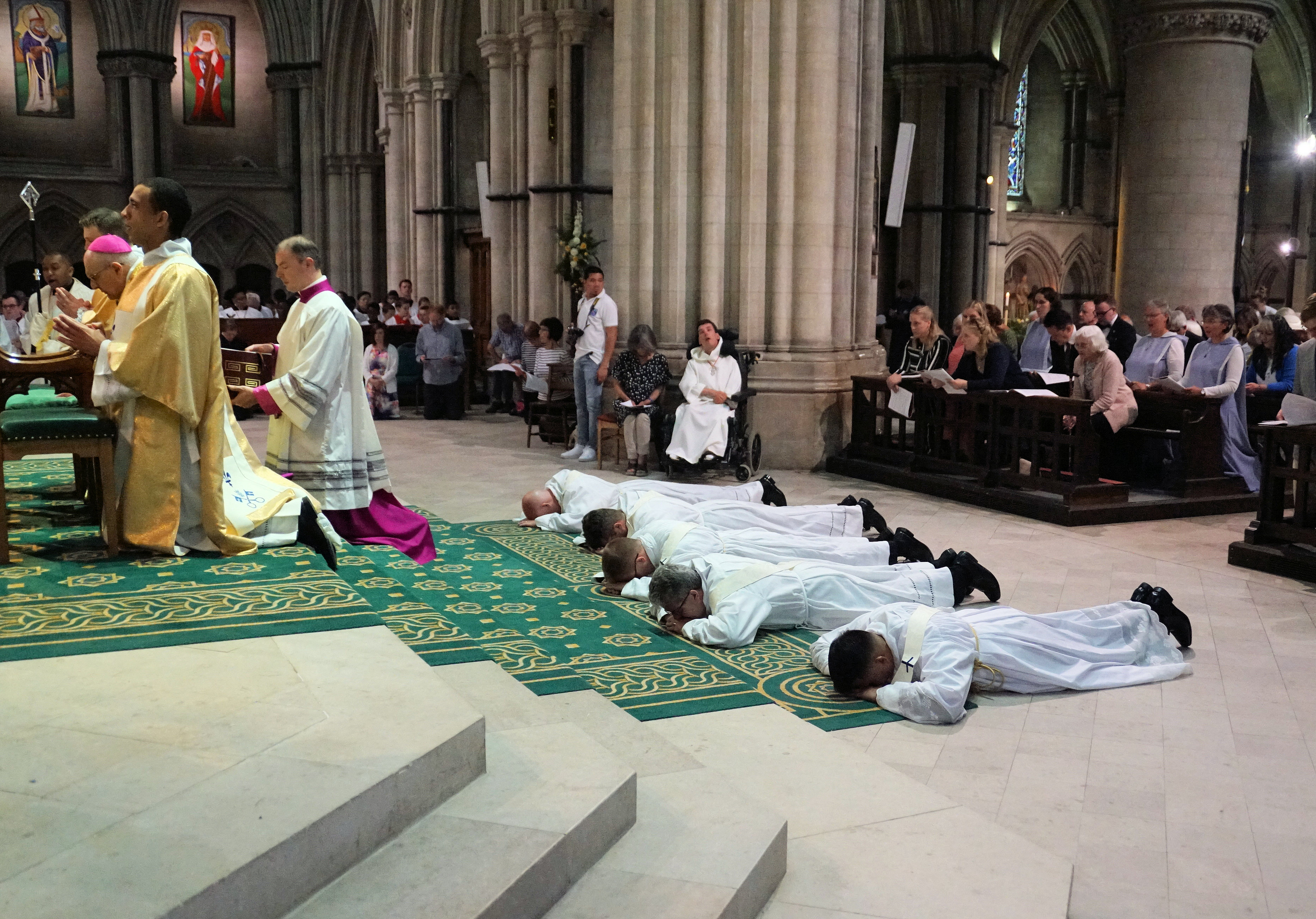
Ordenação ao Sacerdócio, Catedral de São João Batista, Norwich, Diocese Católica Romana de East Anglia, 2019

Troeltsch baseia-se em grande parte na diferenciação de Weber entre igreja e seita. Tal como Weber, Troeltsch sublinha o “caráter institucional objetivo” da Igreja em comparação com a “comunidade voluntária” da seita, e distingue o “ideal universal e abrangente” da Igreja, o seu desejo de controlar grandes massas populares, do reunião de um seleto grupo de eleitos pela seita, que é colocada em forte oposição ao mundo. A estas ideias weberianas, Troeltsch acrescenta uma nova característica distintiva, que é a atitude diferente em relação ao compromisso e à acomodação com as exigências da sociedade. A igreja adapta-se ao mundo secular e apresenta um elevado grau de compromisso com a sociedade em geral e com as autoridades civis, que apoia para se manter e ganhar influência; em contraste com isto, a seita nasce do protesto, rejeita qualquer compromisso e tende a ser menor e composta por pessoas pobres . Os compromissos sectários são motivados pelos protestos sociais das classes mais baixas.
Troeltsch chegou as suas conceituações e igreja e seita com base num exame da história da Europa cristã antes de cerca de 1800 e concebe igreja e seita como expressões sociológicas independentes de duas interpretações diferentes do cristianismo. A seita enfatiza os traços escatológicos da doutrina cristã, que interpreta literal e radicalmente; é uma pequena comunidade voluntária de convertidos que procuram realizar a lei divina no seu próprio comportamento, colocando-se à parte e em oposição ao mundo e recusando-se a estabelecer uma distinção nítida entre clero e leigos; abraça ideais de frugalidade, proíbe a participação em assuntos jurídicos e políticos e apela principalmente às classes mais baixas. Na teologia e na liturgia, a seita abstém-se do dogmatismo burocrático e do ritualismo e, em comparação com a igreja, adota uma abordagem mais inspiradora, informal e imprevisível à pregação e ao culto.

### Igreja e eclésia
Johnstone fornece as seguintes sete características das igrejas: 
- Reivindicam a universalidade, incluem todos os membros da sociedade nas suas fileiras e têm uma forte tendência para equiparar “cidadania” a “filiação”
- Exercer o monopólio religioso e tentar eliminar a competição religiosa
- Estão intimamente aliados ao Estado e aos poderes seculares; frequentemente há sobreposição de responsabilidades e muito reforço mútuo
- São amplamente organizados como uma instituição burocrática hierárquica com uma complexa divisão de trabalho
- Empregar clérigos profissionais em tempo integral que possuam as credenciais apropriadas de educação e ordenação formal
- Principalmente ganhar novos membros através da reprodução natural e da socialização das crianças nas fileiras
- Permitir a diversidade criando diferentes grupos dentro da igreja (por exemplo, ordens de freiras ou monges) em vez de através da formação de novas religiões

O exemplo mais típico de igreja por esta definição é a Igreja Católica, especialmente no passado, como a Igreja Estatal do Império Romano.
O Islã é uma igreja em países como a Arábia Saudita e o Irã, onde não há separação entre igreja e estado . A Lei Básica da Arábia Saudita afirma: "A Constituição da Arábia Saudita é o Livro de Deus [o Alcorão] e a Sunnah de Seu Profeta [Maomé]".  Essas nações são governadas por uma interpretação oficial da lei religiosa ( salafista no caso da Arábia Saudita), e a lei religiosa predomina no sistema jurídico. A Arábia Saudita, contudo, carece dos critérios de Johnstone para um clero ordenado e uma estrutura estritamente hierárquica; no entanto, tem os ulemás e seu Conselho Superior com o poder exclusivo de emitir fátua, bem como jurisprudência fiqh através do Comitê Permanente de Pesquisa Acadêmica e Ifta. Nas denominações xiitas, existe um clero profissional liderado por um Grande Aiatolá.
Uma ligeira modificação do tipo de igreja é a de eclésia . As Eclésias incluem as características acima de igrejas, com a exceção de que são geralmente menos bem sucedidas na obtenção de adesão absoluta entre todos os membros da sociedade e não são o único corpo religioso. As igrejas estatais de algumas nações europeias se enquadram nessa tipologia.

### Denominações
A denominação situa-se entre a igreja e a seita num "contínuo", no qual as denominações passam a existir quando as igrejas perdem o seu monopólio religioso numa sociedade. Uma denominação é uma religião entre muitas. Quando igrejas ou seitas se tornam denominações, também ocorrem algumas mudanças nas suas características. Johnstone fornece as seguintes oito características de denominações:
1. semelhante às igrejas, mas ao contrário das seitas, por manter relações relativamente boas com o estado e os poderes seculares e pode até tentar influenciar o governo às vezes
2. manter relações pelo menos tolerantes e geralmente bastante amigáveis com outras denominações num contexto de pluralismo religioso
3. depende principalmente do nascimento para aumentar o número de membros, embora também aceite conversos; alguns buscam ativamente a evangelização
4. aceitar o princípio de mudar pelo menos modestamente a doutrina e a prática e tolerar alguma diversidade e disputa teológica
5. seguir um ritual e culto de adoração bastante rotinizados que desencoraja explicitamente a expressão emocional espontânea
6. treinar e empregar clérigos profissionais que devem atender aos requisitos formais para certificação
7. aceitam um envolvimento menos extenso dos membros do que as seitas, mas mais envolvimento do que as igrejas
8. muitas vezes recorrem desproporcionalmente às classes média e alta da sociedade.[32]

A maior parte dos principais corpos cristãos formados pós-reforma são denominações por esta definição, a exemplo, Batistas, Metodistas, Luteranos, Adventistas do Sétimo Dia.

### Seitas
Uma "seita" é definida em sociologia como um grupo religioso recém-formado que se formou para protestar contra elementos de sua religião-mãe, geralmente uma denominação. A sua motivação tende a situar-se em acusações de apostasia ou heresia na denominação original e muitas vezes criticam as tendências liberais no desenvolvimento denominacional e defendem um retorno à chamada religião "verdadeira".
Os líderes de movimentos sectários (isto é, a formação de uma nova seita) tendem a provir de uma classe socioeconómica inferior à dos membros da denominação-mãe, uma componente do desenvolvimento da seita que ainda não é totalmente compreendida. Acredita-se  que quando a formação de seitas envolve distinções de classe social, reflete uma tentativa de compensar as deficiências de uma condição social inferior.  Um resultado frequentemente visto de tais fatores é a incorporação na teologia da nova seita de uma aversão aos adornos dos ricos, por exemplo, joias ou outros sinais de riqueza).
Após a sua formação, as seitas seguem um de três caminhos: dissolução, institucionalização ou eventual desenvolvimento em uma denominação. Se a seita diminuir o número de membros, ela se dissolverá. Se o número de membros aumentar, a seita é forçada a adotar as características das denominações para manter a ordem, por exemplo, burocracia, doutrina explícita, etc. E mesmo que o número de membros não aumente, serão desenvolvidas regras para reger as atividades e o comportamento do grupo. O desenvolvimento de normas resulta numa diminuição da espontaneidade, que muitas vezes é a principal atração das seitas. A adoção de características semelhantes às de uma denominação pode transformar a seita numa denominação completa ou, se for feito um esforço consciente para manter alguns dos componentes de espontaneidade e protesto das seitas, pode resultar numa seita institucionalizada. As seitas institucionalizadas estão a meio caminho entre as seitas e as denominações no contíunuo do desenvolvimento religioso. Eles têm uma mistura de características de seita e de denominação; exemplos incluem os huteritas, a Iglesia ni Cristo e os amish.
A maior parte das denominações bem conhecidas  hoje em dia originaram-se como seitas rompendo com denominações, ou Igrejas, no caso do Luteranismo e do Anglicanismo, incluindo Metodistas, Batistas e Adventistas do Sétimo Dia .
Os menonitas são um bom exemplo de seita institucionalizada que não se tornou uma denominação religiosa.

## Tipologia de culto
O conceito de “culto” é o elemento com menos refinamento, quanto aos termos usados na análise das outras formas de origem religiosa. Bruce Campbell discute o conceito de Troeltsch ao definir cultos como grupos religiosos não tradicionais baseados na crença em um elemento divino dentro do indivíduo. Ele fornece três tipos ideais de cultos:
1. um tipo de iluminação de orientação mística.
2. um tipo instrumental, em que a experiência interior é buscada apenas por seus efeitos.
3. um tipo orientado a serviços que se concentra em ajudar os outros.[35]

Bruce Campbell discute seis grupos em sua análise: Teosofia, Sabedoria da Alma (Wisdom of the Soul), Espiritismo, Novo Pensamento, Cientologia  e Meditação Transcendental .
No final do século XIX, surgiram várias obras que ajudam a esclarecer o que está envolvido nos cultos. Vários estudiosos deste assunto, como Joseph Campbell (1904-1987) e Bruce Campbell, observaram que os cultos estão associados a crenças num elemento divino no indivíduo - ou alma, eu ou verdadeiro eu. Os cultos são inerentemente efémeros e pouco organizados. Há um tema importante em muitos dos trabalhos recentes que mostra a relação entre cultos e misticismo. Campbell destaca dois tipos principais de cultos - um místico e outro instrumental. Esta análise pode dividir os cultos em ocultos ou assembleias metafísicas.
Campbell propõe que os cultos são grupos religiosos não tradicionais baseados na crença em um elemento divino no indivíduo. Além dos dois tipos principais, existe também um terceiro tipo – o culto orientado para o serviço. Campbell declara que “os tipos de formas estáveis que evoluem no desenvolvimento da organização religiosa terão uma relação significativa com o conteúdo da experiência religiosa do fundador ou fundadores”.

### Classificação por origem e desenvolvimento
Na tipologia sociológica padrão, os cultos  e as seitas, novos grupos religiosos. Mas, ao contrário das seitas, podem formar-se sem romper com outro grupo religioso, embora nem sempre seja esse o caso. A característica que mais diferencia os cultos das seitas é que eles não defendem um retorno à religião pura, mas sim promovem a aceitação de algo novo ou de algo que foi completamente perdido ou esquecido (por exemplo, escrituras perdidas ou novas profecias). É também muito mais provável que os cultos sejam liderados por líderes carismáticos do que outros grupos religiosos, e os líderes carismáticos tendem a ser os indivíduos que trazem à tona o componente novo ou perdido que é o elemento focal do culto. 
Os cultos, tal como as seitas, muitas vezes integram elementos de teologias religiosas existentes, mas os cultos tendem a criar teologias mais esotéricas resumidas a partir de muitas fontes. e acordo com Ronald L. Johnstone, os cultos tendem a enfatizar o indivíduo e a paz individual.
Os cultos ou novas religiões, tal como as seitas, podem transformar-se em denominações. À medida que os cultos crescem, burocratizam-se e desenvolvem muitas das características das denominações. Alguns estudiosos hesitam em conceder aos cultos o estatuto de denominação porque muitos cultos mantêm as suas características mais esotéricas. Mas a sua semelhança mais próxima com as denominações do que com o tipo de culto permite classificá-los como denominações. Alguns exemplos de denominações nos EUA que começaram como cultos incluem a Ciência Cristã e os movimentos da Nação do Islã.

### Cultos ou novos movimentos religiosos
A partir da segunda metade do século XX, alguns estudiosos do estudo científico social da religião têm defendido referir-se aos cultos como novos movimentos religiosos (NRMs), na esperança de evitar declarações muitas vezes pejorativas e depreciativas associadas à palavra "culto" em linguagem popular.

### Criticismo
O estudioso de religião John A. Saliba regista as muitas tentativas de elaborar uma classificação ou tipologia de cultos e/ou seitas, mas conclui que as divergências que existem nas práticas, doutrinas e objectivos destes grupos não se prestam a uma classificação simples que tenha aprovação universal. Argumenta que o afluxo de sistemas religiosos orientais, incluindo o taoísmo, o confucionismo e o xintoísmo, que não se enquadram nas distinções tradicionais entre igreja, seita, denominação e culto, veio agravar as dificuldades tipológicas. Koehrsen mostra que as dificuldades de classificação dos grupos religiosos de acordo com a tipologia se aplicam mesmo às congregações cristãs. As congregações individuais movem-se continuamente no espetro igreja-seita. Alternam entre "igrejas" e "seitas", adaptando estrategicamente as suas práticas religiosas a um determinado contexto.

### Metacrítica
Lorne L. Dawson examina a história e o futuro da tipologia igreja-seita num artigo de 2008, explicando que essa tipologia sobrevive como uma ferramenta útil de análise.

## A distinção de Wallis entre cultos e seitas
O sociólogo Roy Wallis (1945–1990) introduziu diversas definições de seitas e cultos. Argumenta que um culto é caracterizado pelo "individualismo epistemológico", ou seja, "o culto não tem um local claro de autoridade final além do membro individual". Segundo Wallis, os cultos são geralmente descritos como "orientados para os problemas dos indivíduos, pouco estruturados, tolerantes, não exclusivos", fazendo "poucas exigências aos membros", sem possuir uma "diferenciação clara entre membros e não membros", tendo "uma rápida rotatividade de membros" e são grupos coletivos transitórios com limites vagos e sistemas de crenças flutuantes. Wallis afirma que os cultos emergem do “meio cultual”. Wallis contrasta um culto com uma seita ao afirmar que as seitas são caracterizadas pelo "autoritarismo epistemológico": as seitas possuem algum espaço de autoridade para a atribuição legítima de heresia. De acordo com Wallis, "as seitas reivindicam possuir acesso único e privilegiado à verdade ou à salvação, como a salvação coletiva, e seus adeptos comprometidos normalmente consideram todos aqueles que estão fora dos limites da coletividade como 'errados'."

## Culto e/ou novos movimentos religiosos

### Stark e Bainbridge
Em 1975, os sociólogos Rodney Stark e William Sims Bainbridge distinguem três tipos de cultos, classificados com base nos níveis de envolvimento organizacional e do cliente (ou aderente): 
- Cultos de audiência que quase não têm organização porque os participantes/consumidores carecem de envolvimento significativo.
- Cultos de clientes, nos quais os prestadores de serviços apresentam um grau de organização diferente de seus clientes. Os cultos de clientes ligam-se a redes sociais de compromisso moderado através das quais as pessoas trocam bens e serviços . O relacionamento entre clientes e líderes de cultos de clientes assemelha-se ao de pacientes e terapeutas.
- Movimentos de culto, que procuram fornecer serviços que atendam a todas as necessidades espirituais de seus adeptos, embora difiram significativamente no grau em que mobilizam o tempo e o comprometimento dos adeptos.

O sociólogo Paul Schnabel argumenta que a Igreja de Cientologoa surgiu de um culto de audiência (os leitores do livro de Hubbard Dianética: A Ciência Moderna da Saúde Mental e o artigo surpreendente de ficção científica que o precedeu) em um culto de cliente (Dianética) e depois em um movimento de culto (a Igreja de Cientologia).

### Roy Wallis
O sociólogo Roy Wallis introduz um sistema de classificação de novos movimentos religiosos baseado nas opiniões dos movimentos e nas relações do culto com o mundo em geral: 
- Os movimentos que rejeitam o mundo vêem a ordem social prevalecente como desviante e como uma perversão do plano divino. Tais movimentos vêem o mundo como mau ou pelo menos como materialista . Eles podem aderir a crenças milenares. A Sociedade Internacional da Consciência de Krishna (também conhecida como "Hare Krishnas"), a Igreja da Unificação, a Brahma Kumaris e os Filhos de Deus exemplificam movimentos de rejeição do mundo.
- Os movimentos de acomodação ao mundo traçam distinções claras entre as esferas espiritual e mundana. Eles têm poucas ou nenhumas consequências para a vida dos adeptos. Estes movimentos adaptam-se ao mundo, mas não o rejeitam nem o afirmam.
- Os movimentos de afirmação mundial podem não ter quaisquer rituais ou qualquer ideologia formal. Eles podem não ter a maioria das características dos movimentos religiosos. Eles afirmam o mundo e apenas afirmam ter os meios que permitem às pessoas desbloquear o seu “ potencial oculto ”. Como exemplos de movimentos de afirmação do mundo, Wallis menciona o est e a Meditação Transcendental de Werner Erhard.[43][45][47]